# Cécile Hernandez
Cécile Hernandez-Cervellon, conosciuta anche come Cécile Hernandez (20 giugno 1974), è una snowboarder francese paralimpica, vincitrice di quattro medaglie ai Giochi paralimpici invernali: oro a Pechino 2022, argento a Soči 2014, argento e bronzo a Pyeongchang 2018.

## Biografia
Gareggia per le squadre Les Angles e France Douanes, così come per la squadra nazionale paralimpica francese. Come occupazione, è un'ufficiale doganale, giornalista e scrittrice.
Hernandez-Cervellon ha iniziato la sua carriera sportiva come pilota di BMX in competizioni internazionali, prima di scoprire lo snowboard. Il 21 ottobre 2002 ha avuto un attacco di sclerosi multipla che le ha paralizzato le gambe per due mesi. Di conseguenza, ha interrotto lo sport e si è rifugiata nella scrittura, pubblicando due libri per Éditions du Rocher e lavorando per Europe 1 (dal 2011) e Le Figaro (dal 2012), a copertura delle Paralimpiadi estive del 2012 a Londra.

### Vita privata
Hernandez-Cervellon è sposata con Frédéric, e hanno una figlia, Victoire-Eléonore.

## Carriera
A maggio 2012, Hernandez-Cervellon ha organizzato una gara di resistenza per atleti, sia disabili che normodotati, viaggiando da Lione a Bordeaux in bicicletta e kayak. Nel 2013, quando ha provato di nuovo a fare snowboard sulle Alpi francesi, è stata notata da un membro della squadra francese di para-snowboard. È stata successivamente selezionata per la squadra di snowboard paralimpica per i Giochi di Soči a febbraio 2014. Incoraggiata dalla sua esibizione alla World Para Snowboard World Cup del mese precedente, ma con poco più di un mese per prepararsi, ha comunque vinto una medaglia d'argento a Sochi, con un tempo di snowboard cross di 2:07.31. A giugno 2014 è stata nominata cavaliere dell'Ordine Nazionale al Merito dall'allora presidente François Hollande.

### Coppa del Mondo
Nella stagione 2014-2015, Hernandez-Cervellon ha vinto il Grande Slam con tutte le fasi della Coppa del mondo di para-snowboard, sia in snowboard cross che in banked slalom; la sua prima stagione completa le è valso un Crystal Globe e ha concluso la stagione a La Molina, con una medaglia d'argento nello snowboard cross e incoronata campionessa del mondo in banked slalom. Nel 2015-16, ancora in competizione per i Les Angles squadra, ha vinto 10 gare tra Europei e Mondiali e altri 2 Crystal Globes — un gros globe per aver guidato la classifica World Para Snowboard e un petit globe per il primo posto nello slalom sopraelevato, così come la medaglia d'argento per lo snowboard cross.

### Campionati mondiali
Il 4 febbraio 2017, al Campionato mondiale di Big White, ha vinto un'altra medaglia d'argento nello snowboard cross, vincendo l'argento nello slalom banked 3 giorni dopo. Alla fine della stagione 2016-17 del mese successivo, con 7 posti sul podio, di cui 5 vittorie, ha vinto un terzo gros globe ed entrambi i petits globes per lo snowboard cross e lo slalom sopraelevato.
Ai Campionati mondiali di sport sulla neve 2021 che si sono tenuti a Lillehammer, in Norvegia, ha vinto la medaglia d'argento nello slalom SB-LL1 femminile e la medaglia d'oro nell'evento SB-LL1 di snowboard cross femminile.

### Paralimpiadi
Il 20 gennaio 2017 si è unita alla squadra France Douanes, con l'obiettivo di partecipare a Pyeongchang assieme alla squadra paraolimpica francese per i Giochi invernali 2018, dove ha vinto il bronzo nello snowboard cross e l'argento nello banked slalom.
Classificata come una snowboarder SB-LL1, alcuni giorni prima dell'inizio della competizione alle Paralimpiadi invernali del 2022, Hernandez ha appreso che le era stato permesso di competere. In precedenza non era consentito, in quanto non ci sono eventi SB-LL1 per snowboarder nel programma di snowboard. Ha vinto la medaglia d'oro nell'evento snowboard cross SB-LL2 femminile e ha gareggiato nello banked slalom femminile SB-LL2.

## Palmarès

### Paralimpiadi
- 4 medaglie:
  - 1 oro (snowboard cross SB-LL2 a Pechino 2022)
  - 2 argenti (snowboard cross a Soči 2014; banked slalom SB-LL1 a Pyeongchang 2018)
  - 1 bronzo (snowboard cross SB-LL1 a Pyeongchang 2018)

### Mondiali
- 4 medaglie:
  - 1 oro (banked slalom SB-LL1 a La Molina 2015)
  - 3 argenti (snowboard cross SB-LL1 a La Molina 2015; banked slalom SB-LL1 e snowboard cross SB-LL1 a Big White 2017)

## Opere
- La guerre des nerfs: 33 ans, sclérose en plaques, Monaco: Rocher (2008), ISBN 9782268064444, OCLC 213376314
- Qu'est-ce qu'elle fait maman?, Monaco: Rocher (2009), ISBN 9782268068312, OCLC 465087793